# Makoto Sugiyama
Makoto Sugiyama (født 17. maj 1960) er en tidligere japansk fodboldspiller.
Han har spillet for flere forskellige klubber i sin karriere, herunder Nissan Motors, Kashima Antlers og Kyoto Purple Sanga.